# Trofarello
Trofarello (piemontiul: Trofarel) település Olaszországban, Lombardia régióban, Torino megyében. Lakosainak száma 10 578 fő (2023. január 1.). Trofarello Cambiano, Moncalieri, Pecetto Torinese és Santena községekkel határos.

## Népesség
A település népességének változása:
| Lakosok száma | 10 908 | 10 901 | 10 578 |
|               | 2017   | 2018   | 2023   |